# Johannes Heykamp

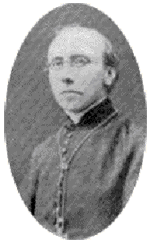
Johannes Heykamp um 1889

Johannes Heykamp (auch Johannes Heijkamp; * 18. Juni 1824 in Utrecht; † 8. Januar 1892 ebenda) war der zehnte alt-katholische Erzbischof von Utrecht.

## Leben
Er studierte von 1853 bis 1858 am altkatholischen Seminar in Amersfoort. In den Jahren 1858 bis 1874 wirkte er als Pfarrer in Schiedam. In diese Zeit fiel der Neubau der dortigen Kirche, die 1862 eingeweiht werden konnte.
Im Jahr 1867 entspann sich ein Konflikt zwischen Erzbischof Henricus Loos einerseits und dem Bischof von Deventer, Heykamps Onkel Hermann Heykamp sowie dem Präsidenten des altkatholischen Seminars in Amersfoort, Christianus Karsten andererseits. Hierbei ging es um die Frage, wem die Verwaltung der colegiekas, eines Fonds zur Finanzierung des Seminars, zukam.
Am 17. September 1867 wurde Heykamp zum Bischof von Haarlem gewählt, lehnte jedoch am 30. September ab. Auch eine erneute Wahl zum Bischof von Haarlem am 17. Dezember 1867 schlug er am 13. Januar 1868 aus. Der Grund dafür waren wohl die seinerzeitigen Spannungen in der niederländischen Kirche, aber auch Befürchtungen, eine Weihe Heykamps durch seinen Onkel könnte als Nepotismus aufgefasst werden.
Erst als das Utrechter Kapitel ihn am 15. Dezember 1874 zum Erzbischof wählte, nahm er diese Wahl an und empfing am 28. April 1875 von den Bischöfen Casparus Johannes Rinkel und Joseph Hubert Reinkens die Bischofsweihe.
Während Heykamps Episkopat befreite die Kirche von Utrecht sich aus ihrer Isolation und wurde Geburtshelferin der altkatholischen Kirchen Deutschlands und der Schweiz. Am Ende dieser Entwicklungen stand die von ihm mit unterzeichnete Utrechter Erklärung von 1889, durch die eine internationale Gemeinschaft der altkatholischen Kirchen begründet wurde.